# Kacper Łukasiak
Kacper Łukasiak (ur. 24 września 2003 w Szczecinie) – polski piłkarz, występujący na pozycji pomocnika w klubie GKS Katowice.